# 55-й Нью-Йоркский пехотный полк
55-й Нью-Йоркский пехотный полк (55th New York Volunteer Infantry Regiment, также Garde De Lafayette) — представлял собой один из пехотных полков армии Союза во время Гражданской войны в США. Он был набран в основном из французских эмигрантов. Полк прошёл начальные сражения Гражданской войны на востоке от осады Йорктауна до сражения при Фредериксберге, после чего был расформирован и объединён с 38-м Нью-Йоркским пехотным полком.

## Формирование
25 июля 1861 года полковник Режи де Тробрианд был уполномочен Военным Департаментом набрать пехотный полк. Набор производился в Нью-Йорке и преимущественно среди франкоговорящих. Полк формировался в лагере на острове Статен и там же 28 августа 1861 года был принят на службу в федеральную армию сроком на три года. Рота В была сформирована позже и введена в состав полка уже в апреле 1862. Первым командиром полка стал полковник Режи де Тробрианд, подполковником — Луис Туро и майором — Фрэнсис Джел.
Полк был набран в основном из французских эмигрантов, в его ряды попали ветераны французских войн в Алжире, Крымской войны и войн в Италии. Кроме французов, в полку служили также ирландцы, немцы, итальянцы и испанцы. Но только одна из рот полка носила форму французских зуавов.

## Боевой путь
31 августа полк покинул штат и был отправлен в Вашингтон, где в сентябре-октябре стоял в Форт-Гейнс (Мериленд) в укреплениях Вашингтона. Он числился в бригаде Пека, дивизии Бьюэлла, в составе Потомакской армии.
8 января 1862 года полк торжественно отметил 50-летие сражения при Новом Орлеане, и на этот праздник по приглашению полка явился президент Линкольн. Был устроен небольшой парад, после которого президента пригласили на банкет. Полковник Де Тробрианд произнёс тост: «За здоровье и процветание президента республики. Пусть он вскоре увидит восстановление Союза под его администрацией; но не прежде, чем 55-й получил шанс внести свой вклад в это дело на поле боя». Линкольн произнёс ответный тост: «Всё, что я скажу: если вы сражаетесь так же хорошо, как встречаете гостей, то победа нам гарантирована. А так как Союз едва ли будет восстановлен до того, как 55-й побывает в бою, то я выпью за сражение для 55-го, и надеюсь, что оно случится как можно раньше».
В марте 1862 года бригада Пека стала 3-й бригадой 1-й дивизии (Дариуса Кауча) IV корпуса Потомакской армии. 11 −15 марта полк участвовал в марше к Проспект-Хилл в Вирджинии, а 28 марта был переправлен на Вирджинский полуостров.
В апреле 1862 года полк участвовал в осаде Йорктауна, в ходе которой полк потерял двух рядовых ранеными. 5 мая полк участвовал в сражении при Уильямсберге, где было потеряно 5 человек убитыми и 12 ранеными. 20 — 23 мая полк действовал около Боттомс-Бридж, а 21 мая — 1 июня сражался при Севен-Пайнс. В этом бою было потеряно 25 человек убитыми, 4 офицера и 73 рядовых — ранеными.
В июне полк прошёл сражения Семидневной битвы: 1 июня он участвовал в сражении при Малверн-Хилл, где потерял 5 человек убитыми и 32 человека ранеными. После сражения полк отступил в лагерь у Харрисон-Лендинг, где уволился подполковник Тоурот. 16 августа полк был переброшен в форт Монро, а оттуда — в северную Вирджинию, в Сентервилл. В сентябре его снова отвели в укрепления Вашингтона, где включили в бригаду Орландо По в дивизии Джорджа Стоунмана (III корпус). Полк был сведён в 4-ротный батальон.
В октябре полк участвовал в наступлении на Фалмут, при этом был переведён в бригаду Дэвида Бирни. 30 октября Бирни стал командиром дивизии, а бригаду возглавил Хобард Уорд.
В декабре полк участвовал в сражении при Фредериксберге, где потерял 1 офицера и 7 рядовых ранеными.
21 декабря полк был расформирован и его роты перевели в 38-й Нью-Йоркский пехотный полк как роты G, H, I, K. Полк возглавил полковник Де Тробрианд, а из 34-го Нью-Йоркского был переведён подполковник Уильям Кинг.